# HMS Surprize (1746)
HMS Surprize (или Surprise, 1746) — 24-пушечный корабль 6 ранга Королевского флота. Заказан 11 августа 1744 года. Спущен на воду в 27 января 1746 года на частной верфи James Wyatt & Co (позже John Major) в Баклерс Хард. Первый британский корабль, названный Surprise или Surprize (внезапность).

## Постройка
Размерения этого типа были существенно увеличены по сравнению с исходным уложением, и благодаря этому добавлены две пары пушечных портов на гон-деке. Корабль получил рейтинг 24-пушечного. Всего по этому проекту было построено 15 единиц. Они прослужили относительно недолго: первые были проданы в 1749 году.

## Служба

### Война за ухо Дженкинса
Вступил в строй в январе 1746 года, коммандер (с июня капитан) Джеймс Уэбб (англ. James Webb). Переведён со шлюпа HMS Jamaica 24 июня.
1746 — 28 мая взял французский приватир Aventurier; 17 ноября взял приватир Etendard.
В ноябре, стоя на якоре у Ньюхейвен (Суссекс), обнаружил двух французских корсаров, гнавшихся за несколькими «купцами». Сразу же отправился следом и после трёхчасовой погони захватил один из них. В начале декабря пришёл на помощь английскому вест-индскому кораблю: в районе Дьепа захватил гнавшийся за вест-индцем корсар Laurette (или Loretta) в 6 пушек, 6 фальконетов и 50 человек, и привёл его в Даунс.
1747 — 30 мая взял приватир Entreprenant; 22 июля капитан Мариот Арбютнот; ещё до зимы переведён на HMS Triton.
1748 — 23 января Surprise взял французский военный шлюп Palme; позже с флотом Уоррена.
В январе 1748 года HMS Rainbow, капитан Патрик Бэрд (англ. Patrick Baird), был подчинён капитану Уэббу и обоим было приказано крейсировать на подходах к Бискайскому заливу. 22 января были замечены два судна, идущие разными курсами. Уэбб сигналом послал Rainbow в погоню за одним, а сам пошёл за другим, которое и захватил вечером после нескольких выстрелов. Это оказался пакетбот под названием Palme, в 12 пушек, принадлежащий французской короне, который вёл шняву с ценным грузом с Антигуа, назначением в Лондон, взятую несколько дней назад корсаром Dauphin из Сен-Мало (Rainbow тоже добился успеха и захватил большой корсар из Гранвиля Count de Noailles, в 22 пушки и 150 человек).
1749 — июнь, возвращён в строй, капитан Патрик Бэрд; исполнял обязанности до 1754 года.
1750 — у африканских берегов (побережье Гвинеи), по 1751 год.
1752 — Флот Канала, по 1753 год.

### Семилетняя война
1755 — обследован 8 марта; июль, средний ремонт и оснащение в Ширнесс по апрель 1756 (приказом Адмиралтейства от 18 марта 1755 года).
1756 — февраль, возвращён в строй; 5 февраля капитан Ричард Найт (англ. Richard Knight); 22 июня ушёл на Подветренные острова.
Письмо из Портсмута от 4 июня гласит:

В среду прибыл Surprise, с конвоем из 12 транспортов из Даунс, имеют на борту офицеров и рекрутов для батальонов в Северной Америке. Должны выйти через день или два под конвоем Stirling Castle, капитан Корниш.
Оригинальный текст (англ.)On Wednesday arrived the SURPRISE, with a convoy of 12 Transports from the Downs, who have on board Officers and Recruits for the battalions in North America. They will sail in a day or two under Convoy of the SIRLING CASTLE, Capt. CORNISH

1757 — 20 января взял французский корсар Marie-Eleanor.
1759 — капитан Найт переведён на HMS Liverpool; капитан Чарльз Антробас (англ. Charles Antrobus); 23 марта вышел с конвоем в Южную Каролину; позже с эскадрой Боя (англ. Boy) под Дюнкерком; 16 апреля там же взял корсар Lévrier; с декабря капитан Джозеф Фрейн (англ. Joseph Fraine).
1760 — Средиземноморский флот до 1761 года, затем в британские воды.
1761 — крейсерство у берегов Португалии по 1763 год.
1763 — июнь, выведен в резерв и рассчитан; обследован 27 августа, записей о ремонте нет.

### Фолклендский кризис
1770 — повторно обследован 31 января и 13 июня; продан в Дептфорде 17 июля (приказом Адмиралтейства от 14 июня 1770 года).